# Mỹ Độ
Mỹ Độ là một phường thuộc thành phố Bắc Giang, tỉnh Bắc Giang, Việt Nam.

## Địa lý
Phường Mỹ Độ có vị trí địa lý:
- Phía đông giáp phường Trần Phú
- Phía tây giáp phường Tân Mỹ
- Phía nam giáp phường Đồng Sơn và phường Song Khê
- Phía bắc giáp phường Đa Mai.

Phường Mỹ Độ có diện tích 1,67 km², dân số năm 2023 là 5.552 người, mật độ dân số đạt 3.324 người/km².

## Lịch sử
Năm 1890, thành lập xã Mỹ Độ (tục gọi là làng Đò) trên cơ sở thôn Trung Độ của xã Mỹ Cầu.
Trước tháng 8 năm 1945, xã Mỹ Độ có 2 thôn: Trung, Ngoại thuộc tổng Mỹ Cầu, phủ Lạng Giang.
Trong kháng chiến, thực dân Pháp lập quận Mỹ Độ nằm trong phân khu quân sự Phủ Lạng Thương.
Sau năm 1954, khu phố Mỹ Độ thuộc thị xã Phủ Lạng Thương.
Sau năm 1959, tiểu khu Mỹ Độ làng và tiểu khu Mỹ Độ phố thuộc thị xã Bắc Giang.
Ngày 27 tháng 10 năm 1962, Quốc hội ban hành Nghị quyết về việc thành lập tỉnh Hà Bắc trên cơ sở tỉnh Bắc Giang và tỉnh Bắc Ninh. Khi đó, tiểu khu Mỹ Độ làng và tiểu khu Mỹ Độ phố thuộc thị xã Bắc Giang, tỉnh Hà Bắc.
Sau năm 1975, thành lập tiểu khu Minh Khai thuộc thị xã Bắc Giang trên cơ sở tiểu khu Mỹ Độ làng và tiểu khu Mỹ Độ phố 
Ngày 1 tháng 6 năm 1981, UBND tỉnh Hà Bắc ban hành Quyết định số 390/QĐ-UBND về việc thành lập phường Minh Khai trên cơ sở tiểu khu Minh Khai.
Ngày 24 tháng 5 năm 1989, UBND tỉnh Hà Bắc ban hành Quyết định số 419/QĐ-UBND về việc đổi tên phường Minh Khai thành phường Mỹ Độ.
Ngày 29 tháng 8 năm 1994, Chính phủ ban hành Nghị định số 103-CP về việc sáp nhập 6 ha diện tích tự nhiên và 1.899 nhân khẩu của phường Mỹ Độ vào xã Đa Mai quản lý.
Phường Mỹ Độ còn lại 67,5 ha diện tích tự nhiên và 4.716 nhân khẩu.
Ngày 6 tháng 11 năm 1996, Quốc hội ban hành Nghị quyết về việc chia tỉnh Hà Bắc thành tỉnh Bắc Giang và tỉnh Bắc Ninh. Khi đó, phường Mỹ Độ thuộc thị xã Bắc Giang, tỉnh Bắc Giang.
Ngày 7 tháng 6 năm 2005, Chính phủ ban hành Nghị định số 75/2005/NĐ-CP về việc thành lập thành phố Bắc Giang thuộc tỉnh Bắc Giang. Khi đó, phường Mỹ Độ trực thuộc thành phố Bắc Giang.